# صناعة الضيافة
الفندقة أو صناعة الضيافة (بالإنجليزية: Hospitality industry)‏ هي فئة واسعة من المجالات داخل صناعة الخدمات التي تشمل السكن، وخدمة الطعام والمشروبات، وتنظيم الفعاليات، والمنتزهات الترفيهية، والسفر، والسياحة. وتشمل الفنادق ووكالات السياحة والمطاعم والحانات.

## المجالات
ووفقًا لقاموس كامبريدج للغة الإنجليزية للأعمال، تتكون «صناعة الضيافة» من الفنادق وخدمات الغذاء،  في حين يصنفها نظام التصنيف الصناعي في أمريكا الشمالية لتشمل الفنادق والموتيلات بمختلف فئاتها (تجمع العربات، ونزل المبيت مع الإفطار، والكبائن والمنازل الريفية، وفنادق الكازينو، وبيوت الشباب، والفنادق، والنزل التي توفر الطعام والسكن، والموتيلات، والفنادق الترفيهية، وفنادق المنتجعات، والفنادق الموسمية، ونزل التزلج والمنتجعات والكبائن السياحية والملاعب السياحية). والفنادق والمساكن بالعضوية.
وتشمل أيضا أماكن تناول الطعام والشراب (أماكن تناول الطعام، بما في ذلك المطاعم، والآلات، وعلب الغداء، والبوفيهات، والمقاهي، والكافيتريات، والطعام الجاهز (على سبيل المثال، في المطارات والساحات الرياضية) وغيرها.).
ويشمل التصنيف خدمات نقل الركاب ووكالات السفر ومنظمي الرحلات السياحية.

## روابط خارجية
لم يتم العثور على روابط لمواقع التواصل الاجتماعي.